# Luisa Karlberg
Luísa Galvão Lessa Karlberg  (Tarauacá, 15 de maio de 1950) é uma jornalista, professora e escritora brasileira. Nascida no Igarapé Humaitá, Seringal São Luís – situado às cabeceiras do Rio Muru, distante de  Tarauacá a oito dias de barco. Luísa autodeclara-se uma cabocla, mesclada com o sangue português e holandês.

## Biografia
Filha de Teófilo Monteiro Lessa e Maria Nair Galvão Lessa, Luísa, viveu até os 5 anos no seringal; aos 6 anos foi enviada para estudar no colégio religioso alemão, o Instituto Santa Terezinha, na cidade de  Cruzeiro do Sul em sistema de internato. Luísa estudou o colegial e o ensino médio no instituto, de onde saiu aos 16 anos formada professora.
Logo após se formar no Colégio Alemão, o Instituto Santa Terezinha, casou-se com um homem 11 anos mais velho que faleceu alguns anos depois. Assim algum tempo depois, casou-se pela segunda vez com Anders Gunnar Tore Ejannar Karlberg, nos anos 1990, um engenheiro de comunicação sueco. Luísa tem duas filhas e dois netos. Em 2015, viajou para a Suécia e divorciou-se, porém continuou a usar o sobrenome de casada.
Luisa Karlberg é licenciada em Letras Vernáculas pela Universidade Federal do Acre com mestrado em Letras pela Universidade Federal Fluminense e doutorado em Letras (Letras Vernáculas) pela Universidade Federal do Rio de Janeiro também é pós-doutora em Lexicologia e Lexicografia pela Université de Montréal, Canadá.
Luísa Karlberg é membro da Academia Acreana de Letras (AAL) desde 2004, na cadeira de nº 34, que Manuel Eugênio Raulino é Patrono e Joaquim Lopes Cruz foi Membro – Fundador. Em abril de 2015 foi eleita presidente da Academia Acreana de Letras e reeleita em 2018, fato importante, visto que Luísa é a primeira mulher presidente da AAL.
Luísa Karlberg deu início a campanha em defesa do gentílico “acreano”, no lugar de “acriano” com “i” que foi imposto ao Acre, com a reforma ortográfica e venceu a batalha, com a votação na Assembleia Legislativa do Acre, que aprovou a continuidade do uso do gentílico “acreano” com E, em 2018.

## Obras publicadas
- Atlas Etnolinguístico do Acre - ALAC (1991-2011);
- Termos e Expressões Populares do Acre (1985);
- Glossário Vale do Acre: látex e agricultura de subsistência (1996);
- Letras & Letras (2002);
- A linguagem falada no vale do Juruá (2002);
- Contribuição para os estudos da dialetologia acreana (2002);
- Dicionário do Acre (2003);
- Epistemologia e Metodologia da Pesquisa (2009)
- Produção da especialização PROEJA no Acre: os desafios e as possibilidades de integração da educação profissional com a educação básica na modalidade de educação de jovens e adultos (2010);
- Linguagem e literatura no Vale do Juruá (2011);
- Cartas Lexicais do Atlas Etnolinguístico do Acre (2011);